# Controlador de dispositivo

Esquema de un subsistema de controladores de dispositivos como parte del «núcleo del sistema operativo», actuando como interfaz (controlador A) entre las “aplicaciones de usuario” y un dispositivo externo (dispositivo A).

Un controlador de dispositivo o manejador de dispositivo (en inglés: device driver, o simplemente driver) es un programa informático que permite al sistema operativo interactuar con un periférico, haciendo una abstracción del hardware y proporcionando una interfaz (posiblemente estandarizada) para utilizar el dispositivo.
Es una pieza esencial del software, y en particular, del núcleo de un sistema operativo, sin la cual el hardware sería inutilizable.